# فولمرسهاین
فولمرسهاین (به آلمانی: Vollmershain) یک شهر در آلمان است که در اتنبرگر لند واقع شده‌است. فولمرسهاین ۳۴۰ نفر جمعیت دارد.